# Joel Eric Suben
Joel Eric Suben (New York, 16 mei 1946) is een Amerikaans componist, muziekpedagoog en dirigent.

## Biografie
Suben studeerde compositie bij Samuel Adler aan de befaamde Eastman School of Music in Rochester, New York, waar hij zijn Bachelor of Music met cum laude behaalde. Verder studeerde hij aan de Brandeis University in Waltham (Massachusetts), waar hij zijn Master of Music behaalde en tot Ph.D. promoveerde. Zijn leraren waren daar Seymour Shifrin en Arthur Berger. Eveneens studeerde hij privé in New York bij Jacques-Louis Monod van 1973 tot 1977, aan de Universität Mozarteum Salzburg in Salzburg bij Otmar Suitner en aan het Vienna Conservatorium in Wenen bij Witold Rowicki. Aan het Curtis Institute was hij lid in de masterclass van Sergiu Celibidache. Al tijdens zijn studie dirigeerde hij Service Sacré van Darius Milhaud bij de 1e uitvoering van dit werk in Boston met leden van het operaorkest uit Boston. 
Hij was ook meerdere malen jurylid bij de Hans Haring Dirigenten Wettbewerb in Salzburg, dat van de Oostenrijkse Omroep ORF doorgevoerd werd. Na zijn debuut met het American Symphony Orchestra in New York in 1977 kreeg hij een studiebeurs van het Fulbright-programma voor voortgezette studies in Polen, waar hij onder andere bij Henryk Mikołaj Górecki voortgezette compositie studeerde. Hij was dirigent en artistiek adviseur van het Wellesley Philharmonic in Massachusetts.
Als docent en professor voor muziek was hij werkzaam aan het Newark Community Center in Neward (Ohio), aan het Bernard Baruch College en aan de Universiteit van Fordham in New York. 
Als componist schreef hij meer dan 60 gepubliceerde werken in vele genres. Hij behoort tot het "Board of Governors" van de American Composers Alliance.

## Composities

### Werken voor orkest
- 1967 Two Reveries from "Under Milk Wood", voor viool, harp, altviool en kamerorkest
- 1973 Verses of mourning, voor piano, pauken, slagwerk, strijkers en orkest
- 1976 Five Spirituals, voor cello en kamerorkest
- 1977 Träume auf Dichterhöhe, voor hoorn en orkest
- 1978 Fantasia su' un soggeto cavato, voor kamerorkest
- 1980 Serenade, voor hoorn en kamerorkest
- 1982 Schumann Suite no 1, voor orkest
- 1985 Canon, voor strijkorkest
- 1985 Gesualdo Triptych, voor strijkorkest
- 1986 Academic Overture, voor orkest
- 1987 Symphony in old style, voor groot orkest
- 1991 Concerto classico, voor dwarsfluit solo en orkest
- 1999 Fantasy-Variations on a Theme by Maria Theresa von Paradis, voor viool en orkest

### Werken voor harmonieorkest
- 1977 Concert Piece, voor klarinet en harmonieorkest

### Werken voor koren
- 1982 Give ear to my words, o Lord, voor solozang en gemengd koor
- 1982 Hallelujah...Praise the Lord...., voor gemengd koor, orgel en koperkwartet
- 1988 Winter Love, voor gemengd koor, piano vierhandig (of: orkest)
- As Through Earth's Garden Once I Strayed, voor vrouwenkoor (SSAA)

### Vocale muziek
- 1972 Adonai ma Adam, voor middenstem en orgel
- 1973 Magnificat, voor sopraan en orgel
- 1977 Three Songs from "The Lamp & the Bell", voor solozang en piano

### Kamermuziek
- 1967 Adagietto, voor klarinet en piano
- 1977 Fanfare for a young Audience, voor 2 trompetten, hoorn en trombone
- Fantasy-Variations on a Theme by Maria Theresa von Paradis, voor viool en piano